# Dragonica
 (mars 2020).
Si vous disposez d'ouvrages ou d'articles de référence ou si vous connaissez des sites web de qualité traitant du thème abordé ici, merci de compléter l'article en donnant les références utiles à sa vérifiabilité et en les liant à la section « Notes et références ».
Dragonica est un MMORPG 3D full sidescrolling de type free to play développé à l'origine par Barunson Interactive puis à présent par Gravity. Son développement commença en mars 2006. Le jeu est présent dans de nombreuses langues et régions du monde via les différents éditeurs ayant acheté la licence d'exploitation pour leur propre région. Pour la zone européenne, Dragonica est édité par Gala Networks Europe Ltd et disponible en trois langues (français, anglais et allemand). Le 10 juin 2009, le jeu fut ouvert à tous les joueurs possédant un compte Gpotato sur le site européen de Gala Networks Europe Ltd.
L'équipe GPotato annonce le 18 mars 2014 la fermeture des serveurs européens de Dragonica pour le 30 avril de la même année, elle prétexte la cause de fonds monétaires insuffisants pour poursuivre .

## Trame

### Synopsis
À l'origine se trouvaient cinq artefacts légendaires qui possédaient une force mystérieuse. Les artefacts désirèrent les offrir aux Dragons.
Cependant les artefacts n'ont pas reconnu le roi des Dragons comme étant leur propriétaire. Finalement les dragons ne reçurent pas la force, mais les dragons se sont servis de ce trésor sacré.
Un jour, une révolte éclata dans le monde des dragons, à cette occasion, les artefacts furent éparpillés dans le monde des Hommes. Chaque artefact appela un Héros humain qui était capable de séparer la force mystérieuse.
Ils pensèrent pouvoir récupérer la force mystérieuse dans le monde des Dragons, mais c'était sans compter sur les fidèles du maléfique dragon Elga.
Comme prévu la guerre éclata entre les cinq héros et les forces du mal et après multitudes batailles, finalement Elga fut emprisonné et le monde retrouva à nouveau la paix.
Mais un des cinq grands héros choisis par les artefact, la magicienne Pâris, avide d'immortalité déroba la moitié du cœur du dragon Elga qui été emprisonné.
Cette histoire s'est passé il y a mille ans.
Quand le rêve d’immortalité fut réalisé, malheureusement au même moment Pâris fut envahi par la noirceur du cœur d'Elga.
Finalement Pâris devint une sorcière et put détruire le sceau qui emprisonnait Elga et la libéra.
Le monde connut à nouveau une guerre entre le Bien et le Mal.
Et une nouvelle fois le bien remporta la victoire et Elga fut de nouveau emprisonné et protégé par un sceau magique.
50 ans après la fin de la « Deuxième guerre des Dragons », une nouvelle menace s'annonce pour la paix et le monde des hommes.
Un roi, d'une région où la terreur règne à la suite des attaques de monstres, prévint tous les pays voisins de la menace imminente, mais les pays voisins n'y prêtèrent pas attention et finalement Elga relança à nouveau le monde dans le chaos et la peur.
Le roi décida alors d'aller rencontrer le roi des Dragons et lui demander de l'aide.
Mais le dragon dit au roi « les Hommes ont déjà la solution »
Il existe dans ce monde, un enfant qui possède dans ses gènes la puissance des dragons, mais qui ne le sait pas.
Petit à petit quand il prendra conscience de son pouvoir, il deviendra le « Héros de la prophétie ».

### Univers
Le monde dans lequel se déroule l'histoire du jeu de Dragonica, se nomme "Dragotaka". À l'heure actuelle, il est composé de trois continents. Au fil des mises à jour futures, le nombre pourra passer à cinq.
Alors que le monde vivait en harmonie entre les Dragons et les humains, depuis le retour du Dragon maléfique Elga, le monde fut plongé en deux clans, celui du Bien et celui du Mal. La race des Dragons fut aussi divisée en deux, ceux qui suivirent Elga et ceux qui restèrent au Seigneur des Dragons.
D'un côté se trouvent les humains, les elfes, les nains et les Dragons fidèles au seigneur des Dragons et de l'autre celui des orcs et des d'autres races encore inconnues du monde des hommes se livreront bataille jusqu'à ce qu’un héros ou les cinq héros légendaires puissent mettre enfin terme à cette nouvelle guerre et revoir le monde des hommes et des dragons comme autrefois, enfin unis et en harmonie sur Dragotaka.

## Système de jeu

### Généralités
Dragonica est un jeu en ligne jouable gratuitement. Grâce à son mode multijoueurs, il est possible de jouer en ligne avec des amis ou d'autres personnes.
Avec son modèle de free to play, le jeu dispose d'une boutique, où les joueurs peuvent acheter des objets uniques pour leur personnage via des gPpotato qui s’obtiennent par plusieurs moyens de paiement. Mais les joueurs peuvent également vendre au marché les objets achetés en boutique quand cela est permis.
Au départ, il faut choisir l'apparence de son personnage et lui choisir une des six classes de départ qui lui seront proposées. Plus il gagnera de l'expérience et des niveaux, plus il disposera de compétences afin d'affronter les ennemis. Les compétences ayant des temps d'attente avant de pouvoir les réutiliser, une stratégie dans l'utilisation des compétences est utile afin de sortir victorieux des combats face aux ennemis.
Dragonica possède également de nombreuses zones d'action, entre les zones, auxquelles tout le monde peut accéder et les zones de missions, où cette fois-ci, seulement le joueur (ou avec un groupe limité) a la possibilité d'effectuer diverses tâches afin d'accomplir sa quête. Les cartes sont accessibles dans le jeu.
Le jeu étant également conçu en graphisme 3D, l'apparence du personnage au visage enfantin peut être choisi (comme le sexe, la coupe et la couleur des cheveux…) afin de le personnaliser par rapport aux autres joueurs et le voir évoluer dans un monde 3D.
Le jeu dispose également d'autres éléments tel que le fait de pouvoir affronter d'autres joueurs dans un mode joueur contre joueur, ou participer à un tournoi entre guildes, où les joueurs d'une même guilde combattront les joueurs d'une autre guilde, afin de gagner le tournoi et remporter des bonus.
Il est aussi possible d'avoir une maison où inviter ses amis, élever un familier en lui faisant gagner de l'expérience. Le familier peut combattre avec le joueur qui pourra même monter sur son dos, pouvant donner accès à plusieurs bonus.

### Système de combat
Le système de combat de base sur Dragonica se déroule sur un écran au défilement horizontal et en profondeur.
La touche d'attaque pour toutes les classes est la touche [C] du clavier.
On notera qu'il existe deux types d'attaque basique.
- Attaque au corps à corps. Pour les guerriers, les voleurs et les combattantes.
- Attaque à distance. Pour les archers, les magiciens et les invocateurs.

En plus des attaques de base, les joueurs disposent de compétences spécifiques à leur classe qu'ils peuvent utiliser en combinaison avec des attaques normales ou après l'utilisation d'une autre compétence.
Dragonica se base aussi sur le mode du Combo. Plus le nombre de combos est élevé, plus le personnage gagne des points d'expériences.

### Déplacements
Les déplacements, ainsi que les actions de jeu et les touches de raccourci, se font dans la plupart des cas, grâce au clavier informatique et à la souris. L'utilisation de la manette de jeu compatible avec l'ordinateur est également possible pour jouer à Dragonica.
Par défaut, le jeu se jouera donc au clavier principalement pour se déplacer, activer des compétences, lancer une attaque de base, écrire dans la partie discussions du jeu. La souris servira pour zoomer ou dé-zoomer l'écran, pour diviser une pile d'article en plusieurs blocs, pour voir les caractéristiques des autres joueurs.
La disposition des touches est définie par défaut, mais les joueurs peuvent la modifier en allant dans le menu de configuration du jeu.
Dragonica offre également aux habitués de la manette la possibilité d'utiliser cette dernière comme alternative au clavier. Les joueurs devront alors se rendre, une fois la manette branchée à l'ordinateur, dans le menu de configuration et attribuer les touches de leur manette aux actions de base du déplacement du jeu.

### Classes
Au début de l'aventure, les joueurs choisissent l'une des cinq classes (une nouvelle classe est sortie le 15 juin) élémentaires. En accumulant de l'expérience en jeu, le joueur augmentera son niveau et lui permettra de changer de classe et de lui apprendre de nouvelles compétences qui lui seront indispensables tout au long de son aventure.
| Évolution des Classes | Classe de base Niv 1~ | 1er changement Niv 20~ | 2e changement Niv 40~ | 3e changement Niv 60~ |
| Évolution des Classes | Guerrier              | Chevalier              | Paladin               | Dragon                |
| Évolution des Classes | Guerrier              | Gladiateur             | Myrmidon              | Destructeur           |
| Évolution des Classes | Magicien              | Moine                  | Prêtre                | Oracle                |
| Évolution des Classes | Magicien              | Mage                   | Archimage             | Arcaniste             |
| Évolution des Classes | Archer                | Arbalétrier            | Grenadier             | Commando              |
| Évolution des Classes | Archer                | Éclaireur              | Ranger                | Sentinelle            |
| Évolution des Classes | Voleur                | Acrobate               | Arlequin              | Voltigeur             |
| Évolution des Classes | Voleur                | Assassin               | Ninja                 | Ombre                 |

### Système d'inventaire
Chaque joueur dispose d'un inventaire afin de récolter tous les objets récupérés au fil de l'aventure.
Les objets sont regroupés en quatre grandes sections.
- Les objets d'équipement :

Dans cette partie d'inventaire se trouveront tous les objets dont les personnages pourront s'équiper afin d'augmenter leur puissance, comme les armes, armures, bracelets, ceintures, etc.
- Les objets de consommation :

Ici se trouvent les objets consommables par le joueur. On y retrouve notamment les objets de soins, les poudres d'enchantements, des coffrets trésors, des sacs d'or, des potions d'expérience, etc.
- Les objets divers :

Des objets variés; certains sont inutiles et d'autres peuvent servir pour des quêtes par exemple.
- Les objets premium :

Tous les objets dont l'origine est la boutique se retrouveront dans cette partie de l'inventaire. On pourra y retrouver donc : les vêtements premium, les cartes de protections, les familiers et la nourriture, etc.

### Système d'expérience
Dans Dragonica, l'acquisition de points d'expérience, permet au personnage d'augmenter son niveau et de devenir plus fort. Les différentes façons de gagner de l'expérience sont:
- Tuer des monstres
- Accomplir une quête
- Finir des instances de missions
- Utiliser des potions d'expérience

Quand le personnage gagne un niveau, cela lui permet d'augmenter ses statistiques de base, de gagner de points de compétences, d'atteindre les niveaux autorisés pour s'équiper ou pour augmenter une compétence.
Actuellement sur les versions européennes, le niveau maximum du jeu est le niveau 85.

### Zones et missions
Le monde de Dragonica se découpe en plusieurs zones où l'on retrouve les monstres basiques à affronter afin de gagner de l'expérience, elles sont accessibles par tout le monde et permettent donc de rencontrer d'autre joueurs. On peut trouver dans certaines zones, des monstres rares et des zones de missions voire des donjons. Les villes et villages de Dragotaka sont séparés par un certain nombre de zones.
Il existe trois types de zones :
- les zones classiques : ce sont les zones normales du jeu, elles sont accessibles à tous les joueurs via une autre zone ou depuis une ville, un village. C'est dans ce type de carte que l'on retrouve entre autres les instances de missions et les monstres rares.
- les zones cachées : contrairement aux zones classiques, les zones cachées sont accessibles via l'utilisation de parchemins correspondant à une zone bien spécifique. On peut trouver ces parchemins en fin de zone d'instance de mission après avoir vaincu le Boss. La carte se réinitialisant toutes les heures, les joueurs sont contraints de quitter la carte. On peut trouver en défaisant les monstres, des poudres pour amélioration, des objets d'équipement et des pierres maléfiques qui permettent d'acheter des parchemins et des bulles protectrices pour une utilisation dans les zones chaos.
- les zones chaos : pour accéder à cette zone, le joueur devra échanger ses pierres maléfiques récoltées dans les zones cachées contre un parchemin d'une zone chaos spécifique. Il devra se munir également d'une bulle spatio-temporelle afin d’éviter les effets négatifs des zones chaos. On retrouve dans ces zones également des zones d'instance de missions, mais indépendantes des zones de missions classique afin d'y trouver un set d'armure différent des sets d'armures classiques.

Dans bon nombre de zones de Dragonica, se trouve une instance de mission. Beaucoup de quêtes sont liées aux zones de missions et le personnage peut trouver beaucoup plus d'objets utiles (comme des armes, armures, potion d'expérience…) par rapport aux zones classiques. Elles peuvent être accomplies seul ou à plusieurs avec un groupe.
Chaque instance de mission est composée de plusieurs modes de jeu.

### Quêtes
Dans le monde de Dragonica, le personnage peut aider la population en effectuant diverses quêtes.
- Les quêtes Héroïques qui sont visibles grâce au symbole [!] de couleur rouge au-dessus des PNJ proposant les quêtes possibles à faire selon son niveau.

Ces quêtes sont indispensables car elles suivent le déroulement de l'histoire du jeu.
- Les quêtes d'aventures qui se reconnaissent avec le symbole [!] de couleur jaune. Généralement ces quêtes ne sont pas très difficiles à effectuer et non obligatoires pour le cheminement du jeu.

Il existe également d'autres types de quêtes, qui sont facultatives.
- les quêtes à répétitions signalées par le symbole [!] de couleur bleue, sont des quêtes que l'on peut refaire à volonté sans limites, une fois finie.
- les quêtes journalières marquées par le symbole [!] de couleur verte, sont des quêtes réalisable seulement une fois par jour.
- les quêtes Hunter sont également signalées par le même élément que les quêtes journalières et ne sont disponibles qu'auprès d'un seul PNJ spécifique.

Il existe également un autre type de quêtes nommées quêtes de guilde dont l'aspect sera développé dans la partie guildes.

### Familiers
Dragonica offre aux joueurs la possibilité d’être accompagné par des familiers tout au long de l'aventure. Les familiers pourront venir en aide, servir de monture ainsi qu'apporter des bonus aux joueurs. Les familiers doivent être nourris avant la fin de leur durée de vie, sinon les bonus et autres éléments ne seront plus actifs pour le joueur.
Certains éléments ne sont pas encore disponibles en jeu, mais le seront dans de futures mises à jour.

### Médailles
Les joueurs, en réalisant certaines actions (comme vaincre X fois un monstre, utiliser un certain nombre de fois un portail de téléportation ou une potion de soin, finir une mission sans être touché, aider des joueurs plus faibles, etc) pourront obtenir des médailles qui leur apporteront des bonus variables, une fois équipées. Un nom sera alors apposé au-dessus du personnage. Il existe également des rangs de couleur entre les médailles. Plus un rang est élevé, plus les bonus de la médaille sont conséquents par rapport à une médaille de rang inférieur pour un même objet de base.
Rangs (du plus faible au plus élevé) : Blanc < Vert < Bleu < Orange < Violet.

### Métiers
Même si sur certaines versions, les métiers ne sont pas encore implantés, certaines autres versions disposent du système des métiers.
On pourra ainsi choisir entre quatre métiers.
Sur la version européenne, aucune date n'a été officiellement présentée pour l'implantation de cette mise à jour.

### Maisons
Le système des maisons est disponible également dans Dragonica. Il permet à chaque joueur de pouvoir s'acheter une maison afin d'y passer un peu de temps à se reposer ou à discuter avec des amis dans le calme d'une maison.
Les joueurs peuvent également aménager leur maison avec des meubles disponible en boutique qui peuvent également donner des bonus. Il existe également une taxe que chaque joueur devra payer afin qu'il puisse utiliser tous le contenu présent dans la maison. En effet en cas de retard de loyer, tous les objets de la maison ne sont plus actifs et le joueur perdra tous les bonus qu'il lui étaient fournis. Une fois le payement réglé, les bonus seront de nouveaux opérationnels.

### Dimension communautaire

#### Groupes et guildes
Dragonica permet aux joueurs de former ou de rejoindre des groupes afin de collaborer, et partager un moment agréable à avancer ensemble dans l'aventure. Le nombre maximum de membres d'un groupe s’élève à quatre joueurs. Faire partie d'un groupe permet de recevoir un bonus d'expérience, de finir une zone de mission ensemble, de partager les objets trouvés en tuant un monstre ou Boss et d'effectuer des quêtes communes afin de faciliter l'accomplissement de cette dernière.
Tout comme de nombreux jeux en ligne, Dragonica dispose d'un système de Guilde.
Les avantages à rentrer dans une guilde peuvent être divers et variés, mais on peut en noter quelques-uns:
- Connaitre l'emplacement des membres de la guilde connectés.
- Pouvoir toujours communiquer n'importe quand, n'importe où avec les membres grâce au canal de discussions de guilde.
- Utiliser des compétences de guildes

Tout comme les "quêtes Hunter", les quêtes de guilde ne sont proposées que par un seul type de PNJ. Les quêtes permettent de gagner de l'expérience personnelle, ainsi que de l'expérience de guilde, afin que comme le personnage, la guilde puisse augmenter de niveau afin de débloquer certaines fonctions ou compétences qui été bloqué jusqu'à présent, comme le nombre maximum de joueurs dans une guilde ou le niveau des compétences de guilde.
Dragonica dispose d'un mode Guilde contre Guilde, où les joueurs d'une même guilde affrontent dans un tournoi éliminatoire d'autres joueurs d'une guilde concurrente. Le vainqueur de ce tournoi aura le privilège de pouvoir affronter la guilde tenante du titre afin de devenir à son tour la guilde détentrice de l'Emporia.

#### Communication
Dragonica est pourvu d'un système de fenêtre de discussions, où les joueurs peuvent s'exprimer. Le canal de discussions comprend également l'utilisation d’émoticônes qui permet également d'exprimer ces humeurs en plus du texte.
Dragonica est pourvu d'un système de poste. Dans chaque ville se trouve une boîte aux lettres, où les joueurs peuvent envoyer, recevoir des lettres ou des colis. Le service postal propose également le moyen de contre-remboursement qui permet d'effectuer un échange d'objet contre une somme.

#### Marché public
Au fil des aventures, les joueurs, en récupérant des objets, pourront les vendre au marché et faire profiter d'autre joueurs qui recherchent cet objet, ou à l'inverse, acheter un objet qui se trouve dans le marché afin de l'acquérir. Le marché de base permet au joueur en ligne de vendre cinq objets en même temps. Des licences de marché sont disponibles en boutique pour faire augmenter le nombre d'objets vendus en même temps et pour laisser le marché ouvert, même quand le joueur est hors ligne.

### Couples
Dragonica offre la possibilité aux joueurs de se mettre en couple avec un partenaire. Une fois en couple, les joueurs peuvent disposer de plusieurs compétences spécifiques à un couple.
Ils peuvent même célébrer un grand mariage et faire des quêtes d'amoureux. On pourra utiliser aussi des émoticônes afin de faire partager son bonheur.

### Duels Joueurs contre joueurs
Dragonica offre également la possibilité aux joueurs de faire du JcJ, non pas directement sur le jeu en lui-même, mais plutôt grâce au mode JcJ du menu qui permet aux joueurs de se téléporter dans une zone exclusivement réservée aux combats entre joueurs. Le joueur peut jouer pour soi ou en équipe.
Il existe trois modes de JcJ.
- Mode pratique : c'est un mode sans enjeu, où le but est de s'amuser entre amis ou de s'améliorer dans l'utilisation des compétences, afin d'apprendre à bien maîtriser sa façon de jouer.
- Mode classement : le mode combat est un mode un peu plus poussé que le mode débutant, car il permet de gagner à la fin des « CP » qui servent à acheter des sets d'armures spécialement configurés pour le combat JcJ.
- Arène : le dernier mode est un mode d'équipe ou deux équipes s'affrontent, l'équipe Rouge contre l'équipe Bleu. Ou le but est de défaire le plus de monstres afin de récupérer le plus de drapeau. Chaque équipe peut contenir jusqu'à quinze joueurs. Dans ce mode ci, on peut gagner des insignes de Héros, qui servent pour l'une des deux quêtes du troisième changement de classe au niveau 60.

Grâce à la nouvelle mise à jour Nouvelles origines, il est possible de faire un duel (jcj) dans une ville sans passer par les modes pratique/classement.

## Les extensions
Depuis la mise en place du jeu sur le serveur européen, il y eut trois grandes extensions qui chacune amena des modifications ou rajouts d'éléments importants du jeu.
- 10 juin 2009 : Ouverture du jeu pour tout joueurs ayant un compte Gpotato. Début de la phase OBT.
- 15 octobre 2009 : Implantation des « Contes des damnés »(v 0.912.0). Marquant la fin de la version test du jeu et rajout entre autres d'un support de manette intégré au jeu, du Manoir de Van Cliff, du système de bataille de guilde "Emporia", des familiers, de la limitation au niveau 65 pour les joueurs, de nouvelles cartes champs et d'un village, du nouveau système de calcul de points en zone de missions et des réajustements au niveau de certaines compétences de classes[10].

- 23 juin 2010:Implantation de "Pâris contre-attaque"(v 0.914.1). Mise en place notamment des nouvelles classes (niveau 60) et de leurs contenus, passage au niveau 70, arrivée du système de macro, modification du mode JcJ, implantation également des maisons, ainsi que du nouveau mode défensif F6 et enfin l'arrivée de tours de téléportation permettant aux joueurs de se téléporter dans les villes ou cartes ayant une zone de mission[11], etc.

- 15 février 2011: Implantation de "L’éveil du Dragon de Glace"(v 0.914.81). Cette extension rajoute un nouveau continent, marquant à trois, le nombre de continents disponible en jeu, l'augmentation également du niveau maximum, le faisant passer au niveau 75. Ajout de nouvelles zones de mission et de donjons ainsi que de l'arrivée du nouveau mode stratégique F7. Rajout également d'un coffre-fort pour les guildes, ainsi que de la modification de compétences de certaines classes afin de les rééquilibrer entre elles[12].

- 20 septembre 2011: Implantation des "Nouvelles Origines" (v 0.914.145 à la date du 13 décembre 2011). Cette extension rajoute deux nouvelles classes : le chaman et l'amazone, augmente le niveau maximal à 80 et modifie tous les continents avec des nouvelles zones, des nouvelles quêtes... Des compétences ont été ajoutés/modifiés, il est désormais possible d'avoir une monture, et également d'affronter le dragon Elga.

- 24 juillet 2012: Implantation de l'extension "Phoenix" (v 0.914.207 à la date du 24 juillet 2012). Cette extension apporte notamment un changement graphique du monde, propose une carte du monde améliorée, améliore en même temps le système d'évolution des familiers, instaure des séries de combos et un système d'alerte lorsque les PV (Points de Vie) sont bas, des boutons raccourcis sont ajoutés afin d'accéder directement aux donjons, améliore les didacticiels pour les nouveaux joueurs, et de nombreuses autres nouveautés dont un grand lot concernant l'interface du joueur.

## Serveurs
Dragonica dispose de deux serveurs :
- Atlas[13]
- Végas[14]

## Accueil
En 2010, Dragonica a été nommé dans la catégorie jeu en ligne de l'année lors des Golden Joystick Awards 2010. Dragonica avait également été nommé en 2009 par le concours organisé par Massively dans deux catégories.
Meilleur système JcJ dans un jeu en ligne et Meilleur jeu en ligne gratuit.
Dragonica terminera 3e dans la catégorie jeux en ligne et 7e dans la catégorie système JcJ.